# Stawy rybne w Rykach

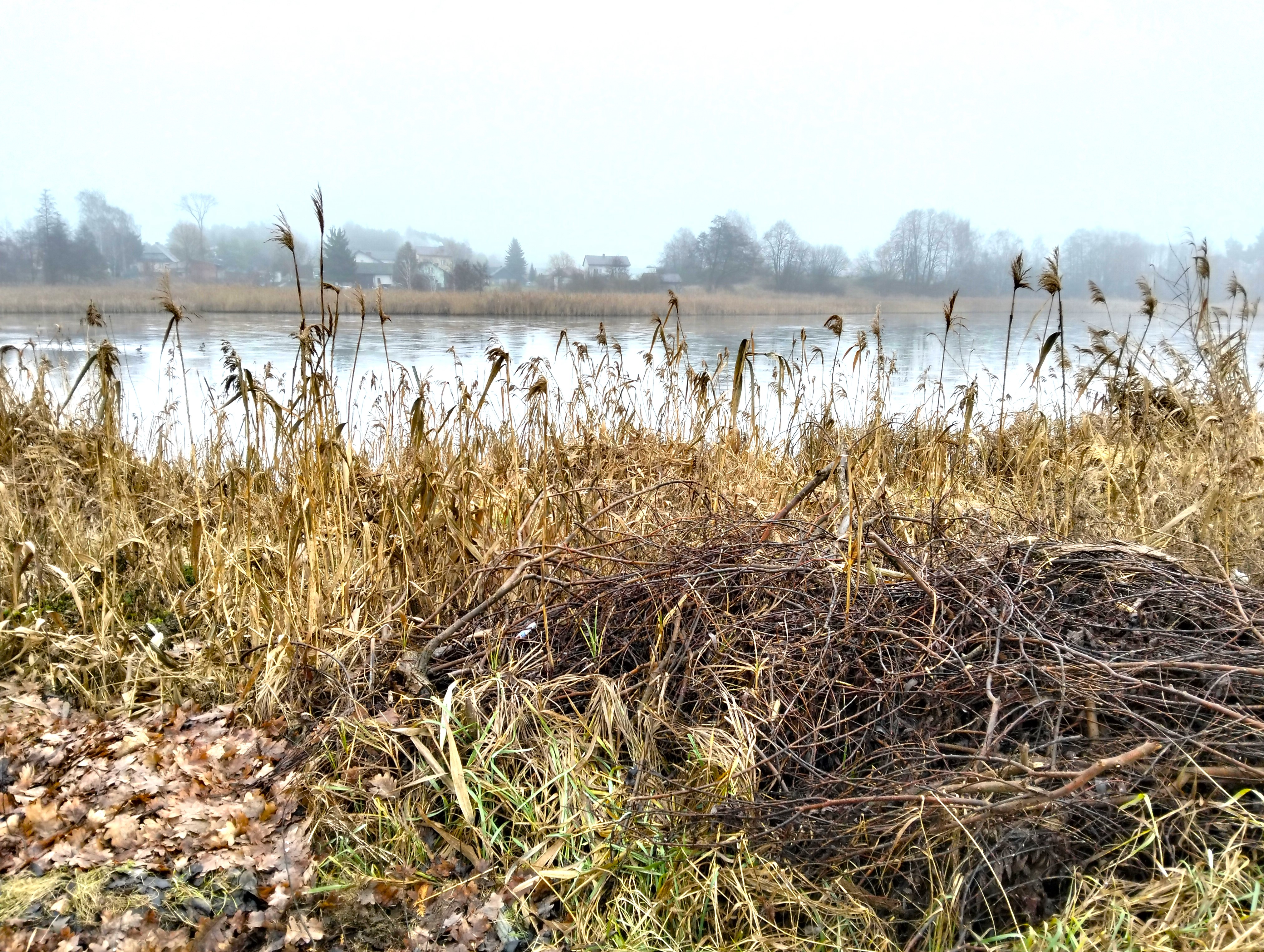
Staw Buksa w Rykach

Stawy rybne w Rykach – zespół stawów rybnych zlokalizowanych na terenie miasta Ryki oraz w jego okolicach, zwłaszcza wsiach Ułęż, Sobieszyn i Podlodów.

## Historia

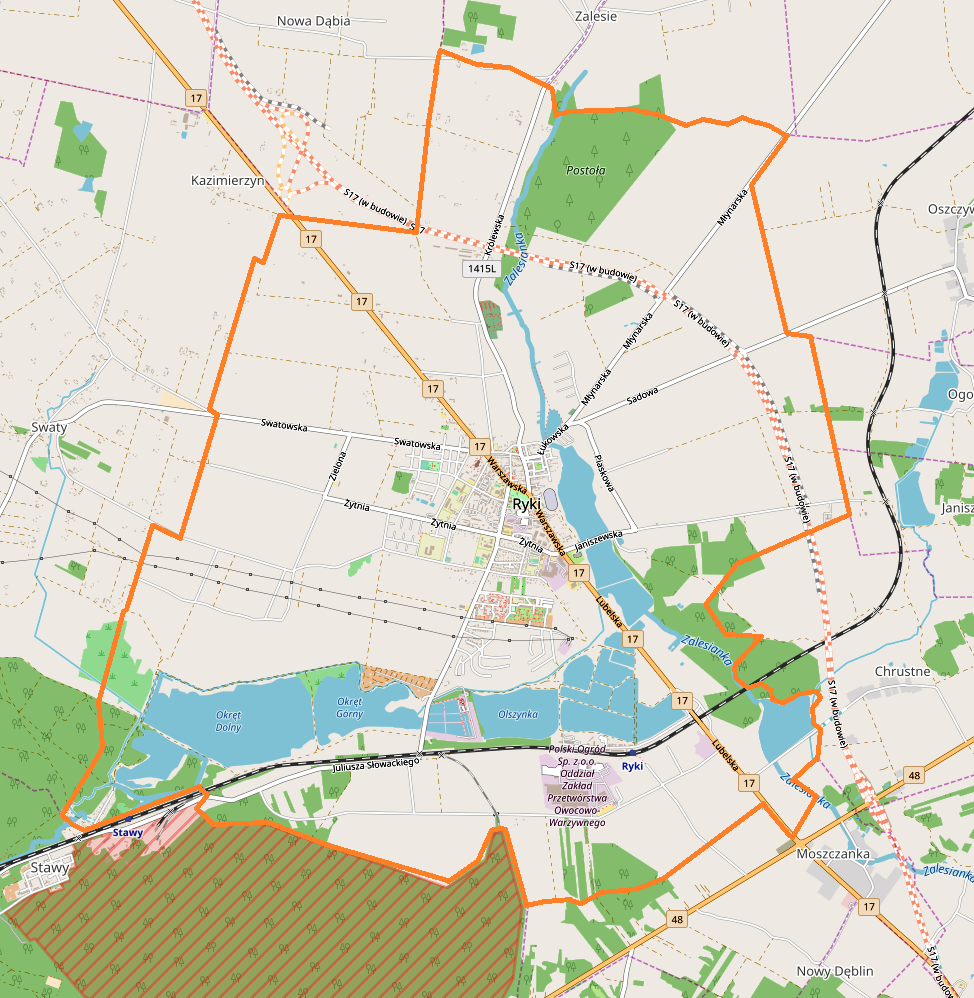
Zespół stawów w Rykach

Tradycje rybackie w okolicach Ryk sięgają pierwszej połowy XIX wieku, kiedy to w 1836 lokalne dobra rządowe nabył hrabia Jan Jezierski. W latach 1836–1843 założył on 31 stawów hodowlanych, a także uruchomił cztery młyny i tartak. Gospodarstwo rybackie Jezierskiego było jednym z najbardziej profesjonalnie prowadzonych w ówczesnym Królestwie Polskim. Ryki w dwudziestoleciu międzywojennym miały przydomek polskiej „stolicy karpi”.
W 1874 stawy dzieliły się na tarliskowe, odrostowe i roślicowe. Na zimę wodę w tarliskach i stawach odrostowych spuszczano celem wymrożenia chwastów i owadów niekorzystnych dla ryb. W roślicach woda była wypuszczana co dwa-trzy lata. Groble części stawów zadrzewione były topolami (np. Buksa, Bogusze, Chrostne i Janisze), a części wierzbą (np. Olszynki, Aleksandrów, Waluń i Bryg). Hodowlę utrudniały dziko żyjące drapieżniki: wydry, lisy i ptactwo, w tym kaczki, czaple, bąki i rybitwy (walczyła z nimi uzbrojona straż), a także kłusownictwo, na które narażony był, mimo pilnowania, szczególnie staw Buksa, zlokalizowany bezpośrednio w Rykach. Mimo tego gospodarstwo rybackie było dochodowe i przynosiło zyski.

## Charakterystyka
Stawy pełnią nadal swoją rolę. Szczególną popularnością wśród wędkarzy cieszy się staw Skalski (Skalskiego) w Rykach, gdzie rozgrywane są zawody wędkarskie.
Zespół stawów rybnych w Rykach składa się z następujących największych akwenów (od zachodu, ku wschodowi i północy): Okręglica (Okrąglica), Okręt Dolny, Okręt Górny, Olszyna, Aleksandrów, Przesadzki, Bryg, Karol, Waleń, Korweta (z wyspą), Zimochowy, Szalupa, Boguszewski Dolny, Boguszewski Górny (Boguszew), Buksa i Skalski (Skalskiego).

## Ochrona przyrody
Zgodnie z obowiązującymi w mieście studiami uwarunkowań i kierunków zagospodarowania przestrzennego zespół stawów proponowany jest do objęcia ochroną prawną jako zespół przyrodniczo-krajobrazowy „Stawy Ryckie” (Buksa, Boguszewskie, Olszynka, Okręt Górny i Dolny oraz Okrąglica). Oprócz stawów ochroną objęte mają być wąski pas trzcinowisk i łąk w sąsiedztwie. Wokół zbiorników znajdują się mokradła porośnięte zadrzewieniami olsowymi. Teren ten jest największym w gminie miejscem rozrodu płazów, w tym rzekotki drzewnej i traszki zwyczajnej. Na brzegach rosną rzadkie gatunki roślin. Znajdują się tu lęgowiska ptaków wodnych (perkozów, mewy śmieszki, błotniaka stawowego, czajki, kokoszki wodnej oraz bąka). Proponowane jest także utworzenie użytku ekologicznego na stawach Okręglica, Buksa i Boguszewskich wraz ze strefą brzegową.